# Museo Eugeen Van Mieghem
Il museo Eugeen Van Mieghem è un museo di pittura di Anversa che ospita le opere del pittore belga Eugeen Van Mieghem.

Il museo è ospitato all'interno del Het Redershuis, un palazzo di fine '800, riconosciuto come bene monumentale protetto per via del suo stile architettonico e per la pregevolezza dei suoi arredi d'interno.

## Il museo
Il museo, fondato nel 2008 e aperto al pubblico nel 2010, contiene una collezione di circa 200 opere di Eugeen Van Mieghem, esposte in ordine cronologico e che si soffermano in particolare sulla vita culturale di Anversa e delle Fiandre tra la fine del XIX e l'inizio del XX secolo.
Il museo è ospitato al piano terra e al secondo piano del Het Redershuis, un palazzo in stile neorinascimentale di proprietà dell'Associazione Reale Belga degli Armatori, il quale ha i suoi uffici nei piani superiori assieme alla tesoreria della Red Star Line.

## Il palazzo
Il riassestamento dei moli lungo il fiume Schelda avvenuto intorno al 1880 fece sparire gli edifici storici intorno allo Steen, il castello cittadino. Così nacque la carreggiata attuale lungo la quale venne costruita una schiera di edifici monumentali, tra i quali la sede dell’Associazione Reale Belga degli Armatori. Dieci anni dopo, l’attività edilizia lungo il molo prosperava e nel 1936 il nome cambiò in molo Ernest Van Dijck. Gustave Albrecht, un borghese locale, nel 1896 fece costruire una casa signorile per la sua famiglia, utilizzando il piano terra ad uso ufficio per i suoi affari in campo marittimo. L'edificio rimase di proprietà della famiglia Albrecht fino al 1918, anno del trasferimento a L'Aia, per poi venire dapprima affittata e, infine, venduta.
L'architetto del palazzo fu Jos Jertogs, anversese famoso per la progettazione anche di altri palazzi sulle famose strade Suikkerui e Meir. Il progetto comprendeva al pianterreno un atrio, un ufficio e le scale per accedere agli appartamenti della famiglia Albrecht, un'ala laterale con le scale di servizio verso la cantina, e la cucina. L’arredamento sfoggiava uno stile eclettico con elementi neorinascimentali, mentre le stanze di servizio e la parte posteriore avevano interni più semplici e moderni.
Gli arredi d'interno sono opera del decoratore anversese Henri Verbuecken, che mescolò diversi stili:
- il pianterreno, con l’entrata e le scale, fu arredato in stile art nouveau;
- le sale per ricevimenti al primo piano furono realizzate in diversi stili, dallo stile veneziano del '400 allo stile giapponese del periodo Edo;
- le stanze private al secondo piano vennero arredate in stile neorinascimentale fiammingo e in stile Luigi XVI.

Dopo la fine della prima guerra mondiale l'edificio subì diversi mutamenti e cambiò utilizzo, fino a diventare un ristorante. Nel 1949 vi ha sede il ristorante d'élite La Rade, il quale divenne anche il punto d'incontro di circoli letterari e poetici della città. Nel 1981 il palazzo venne riconosciuto ufficialmente come bene monumentale protetto da parte delle autorità belghe ma, nonostante la protezione, venne abbandonato nel 2005 ed iniziò a subire un processo di degrado. Nel 2008 venne acquistato dall'Associazione Reale Belga degli Armatori, che ne fece la sua sede e decise di ospitare al pianterreno il Museo Van Mieghem con una concessione ventennale. Negli anni successivi l'intera struttura venne interessata da un ampio progetto di restauro, in particolare delle facciate anteriore e posteriore e degli interni.